# Faxon (Pennsylvanie)
 (août 2025).
Pour les articles homonymes, voir Faxon.
Faxon est une census-designated place située dans le comté de Lycoming, dans l’État de Pennsylvanie, aux États-Unis. Lors du recensement de 2020, elle compte 1 445 habitants.